# Феспии
Феспии (Теспии, др.-греч. Θεσπιαί, лат. Thespiae) или Феспия (др.-греч. Θέσπεια, лат. Thespia) — древнегреческий город (полис) на юге Беотии, расположенный в 80 стадиях от Фив. Назван, по легенде, в честь царя Феспия, сына Эрехтея, основан афинянами. Член Беотийского союза. Развалины города находятся близ села Теспие.

## Географическое положение
Город расположен у подножия горы Геликон. В отличие от близлежащих селений, располагался в плодородной долине, окруженной холмами. На юге располагается Коринфский залив, позволявщий жителям заниматься торговлей и рыболовством.

## История

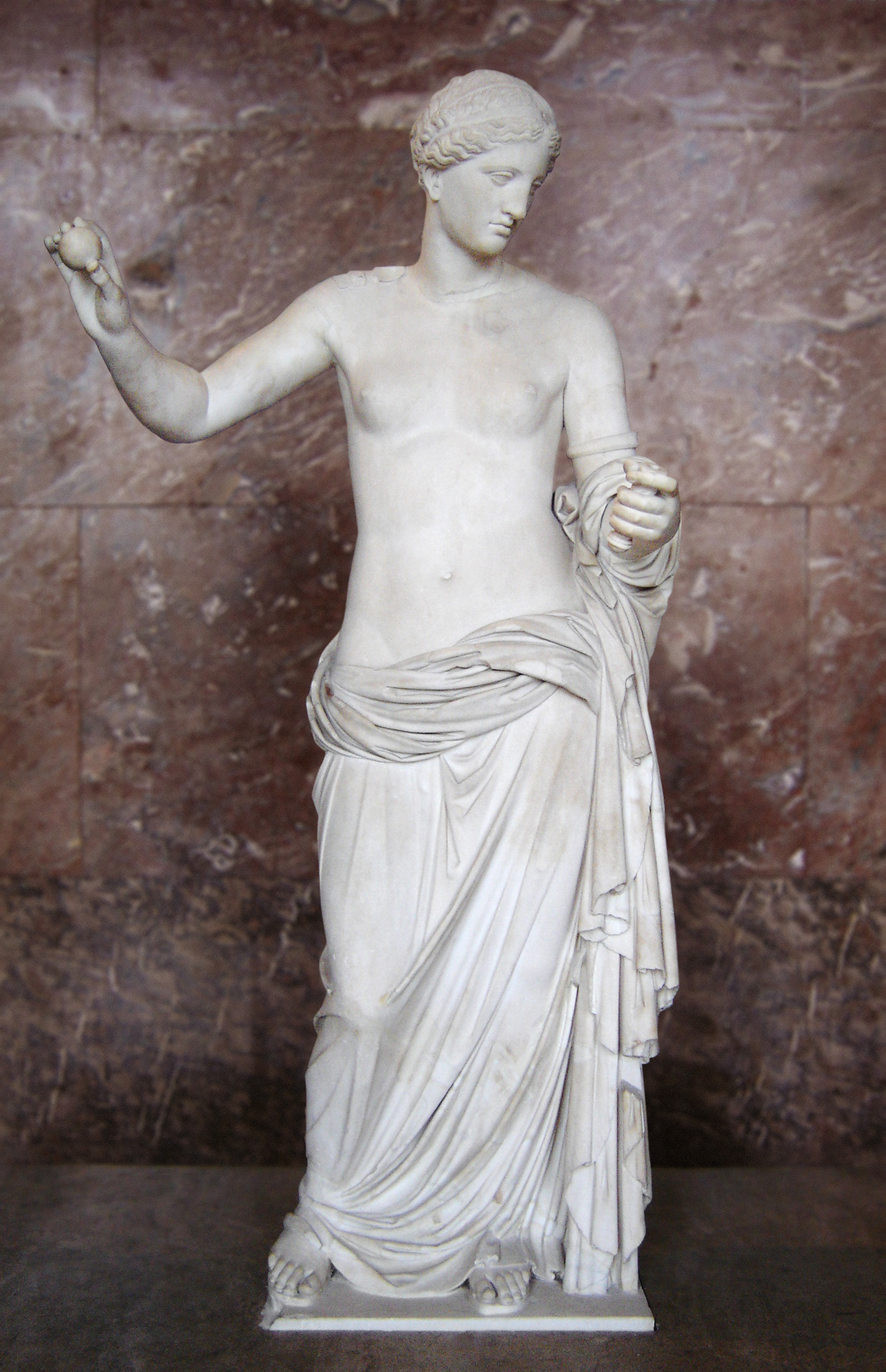
Венера Арлезианская. Возможно, копия с Афродиты Праксителя

Во времена греко-персидских войн Феспии активно боролись с гегемонией Фив, поддерживая Афины. Отказались дать персидскому послу воды и земли.
Феспийцы (около семисот человек) под предводительством Демофила принимали участие в Фермопильском сражении (480 до н. э.) на стороне Леонида и погибли вместе с ним. За участие в битве город был разрушен Ксерксом. Жители переселились на Пелопоннес.
Вскоре город был восстановлен, феспийцы (около 1800 человек) приняли участие в битве при Платеях (479 до н. э.).
Во времена Пелопоннесской войны участвовали в сражении при Делии (424 до н. э.) на стороне беотийцев против Афин. Феспийцы понесли большие потери, хотя афиняне и были разбиты.
Во времена Беотийской войны выступали на стороне Спарты против Фив. Потерпели поражение в битве при Левктрах (371 до н. э.), были вынуждены подчиниться Фивам и вступить в Беотийский союз.
После сражения при Херонее (338 до н. э.), город, находясь под властью македонян, пользовался некоторой автономией.

## Мифология
Город упомянут в сказаниях о двенадцати подвигах Геракла.
Киферонский лев жил на горе Геликон и пожирал коров царей Амфитриона и Феспия. Когда Геракл собрался охотиться на льва, Феспий радушно принимал его 50 дней и каждую ночь посылал к нему одну из своих дочерей . По другой версии, Геракл сочетался со всеми дочерьми в одну ночь .
Наиболее почитаемыми божествами в Феспиях были Эрот и музы. В честь Эрота проводился праздник др.-греч. ᾽Ερωτίδεια, а в честь муз — др.-греч. Μουσει̃α. Праздники включали в себя музыкальные состязания и проходили на горе Геликон.

## Культура и искусство
Во времена Павсания в Феспиях был театр, агора и несколько святилищ.
Скульптор Пракситель был уроженцем города, для местного храма он создал статую Эрота, но она была увезена в Рим сначала Калигулой, а затем ещё раз Нероном. Статую заменили копией работы афинянина Менодора.
Также в городе находились статуи Афродиты и Фрины работы Праксителя, а также медная статуя Эрота работы Лисиппа.